# Oude watertoren van Viljandi
De oude watertoren van Viljandi is een voormalige watertoren in de Estse stad Viljandi.
De watertoren werd in 1911 gebouwd en bleef tot 1962 in bedrijf. In 2001 werd de watertoren grondig gerenoveerd en fungeerd sindsdien als een museum en uitkijktoren. Op drie verdiepingen van de toren is een permanente tentoonstelling te zien over de recente geschiedenis van de stad.